# Weingut Friedrich Becker
Das Weingut Friedrich Becker ist ein Weinbaubetrieb in Schweigen im südlichen Weinbaugebiet Pfalz. Das Weingut ist Mitglied des Verbands Deutscher Prädikatsweingüter (VDP).

## Geschichte
Nach einem Besuch der Domaine de la Romanée-Conti 1968 im Burgund hatte sich Friedrich Becker sen. zu seinem Lebensziel gesetzt, die Weinqualität dieses weltberühmten Weinbauers zu erreichen. 1973 gründete er sein Weingut, dessen Hauptanbaugebiet in der grenzüberschreitenden Region von der Südpfalz bis zum Elsass liegt und weitere Lagen innerhalb der Südpfalz hat. Der befreundete Kunstprofessor Hans Martin Erhardt aus Karlsruhe entwarf für ihn das Weinetikett, das noch heute verwendet wird. Nach einer Einschätzung des Gault-Millau WeinGuides 2013 zählt das Weingut Friedrich Becker zu den besten Weingütern der Pfalz, was sich in der Bewertung mit 4 (mit Tendenz nach oben) von 5 Trauben ausdrückt. Im Bereich der Rotweine wird sogar ein Platz unter den besten Deutschlands eingeräumt. Das Weingut ist aus einem bäuerlichen Mischbetrieb entstanden, der unter anderem auch in geringen Maßen Weinbau betrieben hatte; diese Form des Nebenerwerbsweinbaus war im Süden der Pfalz stark verbreitet. Mitte des 20. Jahrhunderts bestimmte eine Fokussierung auf den Weinbau die weitere Geschichte des Familienbetriebs.
Der Familienbetrieb wird gemeinsam geleitet von Friedrich Becker sen., der für die Arbeiten im Weinberg zuständig ist, und seinem Sohn Friedrich Becker jun. als Kellermeister. Mit einer Jahresproduktion von 110.000 Flaschen zählt das Weingut zu den größeren Betrieben der Pfalz.
Becker sen. ist Mitbegründer der Südpfälzer Winzergruppe 5 Winzer – 5 Freunde, die sich 1991 gründete, um sich gemeinsam bei der Verbesserung ihrer Weine zu helfen. Zur Gründergruppe gehören Friedrich Becker sen., Thomas Siegrist (Weingut Siegrist), Karl-Heinz Wehrheim (Weingut Dr. Wehrheim), Hansjörg Rebholz (Weingut Ökonomierat Rebholz) und Rainer Keßler (Weingut Münzberg). Alle Winzer sind Mitglieder im VDP. Das Beispiel machte Schule und mittlerweile gibt es weitere private Winzergemeinschaften in der Anbauregion.
Der Gründer Friedrich Becker sen. verstarb am 25. Februar 2025.

## Lagen und Rebsorten
Burgundersorten nehmen mit Chardonnay sowie Spät-, Weiß- und Grauburgunder die anteilsmäßig größte Rebfläche ein, auf sie entfallen 60 %. Weitere 22 % der gesamten Anbaufläche von 22 ha sind mit Rieslingreben bepflanzt, auf dem Rest der Fläche werden die Sorten Silvaner, Muskateller, Blauer Portugieser, Schwarzriesling, Cabernet Sauvignon, Gewürztraminer und Müller-Thurgau angebaut. Die Gesamtanbaufläche verteilt sich auf Kalkmergel-, Ton- und Löss-Böden.
Die besten Lagen des Weinguts sind der Schweigener Sonnenberg, der Kammerberg und St. Paul. Letztere zwei befinden sich auf französischem Territorium nahe Wissembourg (Weißenburg), was jedoch einer Deklarierung als deutscher Wein nicht im Wege steht. Der Kammerberg ist ein rekultivierter ehemaliger Weinberg im Besitz des Klosters Weißenburg, der verwildert war, bis Friedrich Becker in den 1960er-Jahren den Weinberg neu zu nutzen begann.
Neben Weinen werden auch Wein- und Obstbrände sowie Sekt erzeugt.

## Film
- Der Rebell und das Weinwunder. Dokumentarfilm, Deutschland, 2015, 44:36 Min., Buch und Regie: Harold Woetzel, Produktion: SWR, Reihe: Pfalzgeschichten, Erstsendung: 18. Oktober 2015 in SWR Fernsehen, Inhaltsangabe mit online-Video von SWR.